# Congresso Federalista

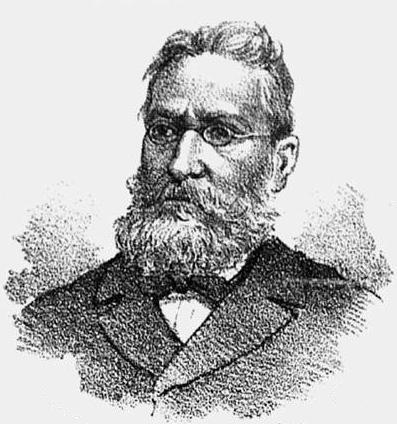
Gaspar da Silveira Martins (Revista Illustrada, 1893).

O Congresso Federalista, também chamado de Congresso de Bagé, foi uma convenção partidária organizada por Gaspar da Silveira Martins na cidade de Bagé em 1892, lançando as bases do Partido Federalista do Rio Grande do Sul, em defesa do parlamentarismo e do federalismo.

## Contexto
Membro do Partido Liberal e um dos possíveis indicados do Imperador D. Pedro II à Presidência do Conselho de Ministros em 1889, Silveira Martins terminou por ser exilado na Europa, juntamente com a Família Imperial Brasileira e outros monarquistas, após a Proclamação da República, em 15 de novembro daquele ano. Em janeiro do ano seguinte, residindo então em Londres, o tribuno gaúcho deu entrevista ao jornal The Times defendendo a restauração do parlamentarismo no Brasil, ainda que sob um governo republicano.
Dois anos depois, em 1892, obteve permissão para retornar ao Brasil, dirigindo-se ao Rio Grande do Sul, onde se deparou com a total instabilidade do Executivo estadual, presidido àquela altura por uma sucessão de dez presidentes. Diante de tal situação, Silveira Martins organizou um congresso para a fundação de um novo partido político, em defesa do parlamentarismo e em oposição ao militarismo da então República da Espada (1889-1894).

## Congresso

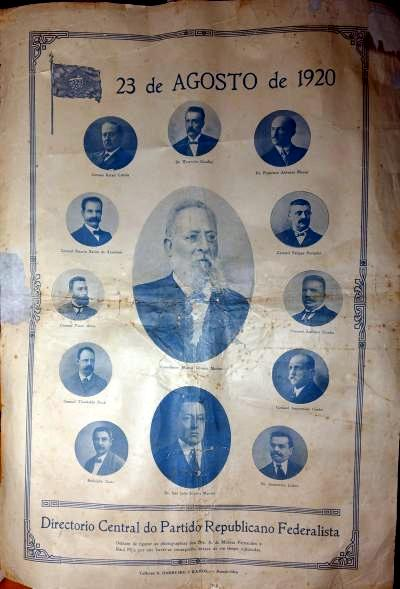
Cartaz do Diretório Central do Partido Federalista em homenagem a Gaspar da Silveira Martins (1920).

Em 31 de março de 1892, na cidade gaúcha de Bagé, organizou-se o 1º Congresso Federalista, sob a liderança de Gaspar da Silveira Martins. Alguns autores destacam que, apesar do nome, o primeiro congresso do Partido Federalista tratou muito mais do parlamentarismo do que do federalismo.
Constava como natureza e objetivos do novo partido, expressos no primeiro tópico de seu programa, a “propaganda das doutrinas parlamentaristas”. Em seguida, no segundo tópico, “propugna a revisão da Constituição Federal, para modelar a Republica Federativa, de accordo com os principios do governo parlamentar, praticados na generalidade dos paizes de regimen representativo”.

No Congresso, Silveira Martins direcionou o novo partido para a missão de operacionalização do sistema parlamentarista de governo no Brasil, criticando, inclusive a forma como a Constituição de 1891 estabeleceu a eleição para a Presidência da República. Segundo o líder político, o Brasil era:
[...] o único país em que essa eleição é feita pela massa popular. [...] um milhão de ignorantes não faz um sábio. [...] O Presidente deve ser eleito pelas Assembleias estaduais, ou então pela Câmara e Senado reunidos. Suscitamos a necessidade de responsabilidade dos ministros, saindo das Câmaras e sujeitos à reeleição, buscando o regime da liberdade, promovendo os mais capazes. [...] Aqueles que temem que os ministros serão reeleitos sempre, [...] nos tempos do Império muitos não conseguiram ser, como Pedro Luiz, Paula Souza, Portela e o proprio visconde do Rio Branco, além de outros.
Em seguida, discursou a respeito da disfuncionalidade do federalismo no Brasil, maculado pelo militarismo e o autoritarismo do Governo Federal, então nas mãos de Floriano Peixoto, e levado ao extremo da fragmentação política pelas oligarquias estaduais. Criticou também a Constituição Política do Estado do Rio Grande do Sul, escrita pelo positivista Júlio de Castilhos, fato que levaria, posteriormente, à Revolução Federalista.

## Posteridade
Em 1896, com a derrota de Silveira Martins e dos maragatos na Revolução Federalista, um novo Congresso foi organizado, dessa vez em Porto Alegre, mantendo as características do primeiro, mas com um impacto menor.
Em 1917, após a morte de Silveira Martins, ocorreu um terceiro Congresso Federalista, também em Porto Alegre, renomeando o partido como "Partido Republicano Federalista" - futuro Partido Libertador.